# Warsaw Vice
Warsaw Vice – pierwszy singel polskiego rapera Aviego z jego debiutanckiego solowego albumu studyjnego, zatytułowanego Mały książę, powstały przy gościnnym udziale polskiego rapera Kaz Bałagane. Singel został wydany 6 kwietnia 2022.
Nagranie otrzymało w Polsce status platynowego singla, przekraczając liczbę 50 tysięcy sprzedanych kopii.

## Geneza utworu i historia wydania
Utwór napisali i skomponowali Kamil Zalewski, Jacek Świtalski i Adam Wiśniewski, który również odpowiada za produkcję utworu.
Singel ukazał się w formacie digital download 6 kwietnia 2022 w Polsce za pośrednictwem wytwórni płytowej Moya Label w dystrybucji e-Muzyka. Piosenka została umieszczona na debiutanckim solowym albumie studyjnym Aviego  – Mały książę.

## Teledysk
Do utworu powstał teledysk w reżyserii Macieja Pieczykolana i Borysa Bernackiego, który udostępniono w dniu premiery singla za pośrednictwem serwisu YouTube.

## Lista utworów
- Digital download[2]

1. „Warsaw Vice” – 3:04

## Certyfikaty
| Kraj          | Certyfikat      | Sprzedaż |
| ------------- | --------------- | -------- |
| Polska (ZPAV) | platynowa płyta | 50 000+  |